# Комплекс ТЕЦ ЦПК Advance Agro
13°55′55″ пн. ш. 101°35′12″ сх. д. / 13.93194° пн. ш. 101.58667° сх. д.
Комплекс ТЕЦ ЦПК Advance Agro — сукупність електро- і теплогенеруючих потужностей, виникнення яких пов'язане із целюлозно-паперовим комбінатом тайської компанії Double A Alliance Group (AA Group).
В 1995-му у провінції  Прачінбурі в Сімахафоті (Si Maha Phot) почав роботу целюлозно-паперовий комбінат,для забезпечення потреб якого у підсумку сформувалось потужне енергетичне господарство, здатне продукувати 668 МВт електричної енергії та 2207 тон пари на годину.
| Черга    | Електрична потужність, МВт | Пара, тон на годину | Паливо           |
| PP5      | 37                         | 180                 | біомаса          |
| PP5A     | 98                         | 300                 | біомаса          |
| PP6      | 37                         | 180                 | чорний натр      |
| PP7, PP8 | 328                        | 965                 | вугілля, біомаса |
| PP9      | 135                        | 384                 | біомаса          |
| PP11     | 33                         | 198                 | чорний натр      |
| ВСЬОГО   | 668                        | 2207                |                  |

Станом на початок 2020-х воно складається із семи черг, дві з яких сукупною електричною потужністю 70 МВт отримують енергію шляхом спалювання у содорегенераційних котлах чорного натру, три сукупною потужністю 270 МВт працюють на біомасі, а ще дві використовують привізне вугілля та частково біомасу (деревна кора, рисове лушпиння).
Черги PP7 та PP8, які стали до ладу в 1999 році, були споруджені за програмою сприяння малим електростанціям, тому кожна з них отримала 25-річний контракт на викуп 90 МВт потужності державною електроенергетичною компанією Electric Generating Authority of Thailand (EGAT). Іншою особливістю стало те, що в 2004—2005 роках гонконгська компанія Billion Trend Development Ltd. (BTDL) викупила блоки PP7 та PP8, які, втім, продовжують працювати у тісній співпраці з комплексом ЦПК. Інші черги належать National Power Supply Public Company Limited, що входить до складу AA Group.
Видача продукції відбувається по ЛЕП, розрахованій на роботу під напругою 115 кВ.